# Phelister amplistrius
Phelister amplistrius är en skalbaggsart som beskrevs av Schmidt 1893. Phelister amplistrius ingår i släktet Phelister och familjen stumpbaggar. Inga underarter finns listade i Catalogue of Life.